# Viewnior
Viewnior (произносится англ. вьюниор) — свободная компьютерная программа для просмотра изображений.

## История
Идея создания Viewnior заключалась в объединении богатства функциональности программы Eye of GNOME и простоты интерфейса GPicView (входит в состав графической среды LXDE).

## Описание
Для отображения графического интерфейса программа использует библиотеки GTK+2, а для просмотра графики — элемент интерфейса GtkImageView.
Особенности
- Простой интерфейс
- Поддержка перетаскивания картинок в окно программы с помощью курсора (функция Drag-and-drop)
- Полноэкранный режим
- Слайд-шоу (автоматическая смена картинок)
- Отображение анимированной графики (см. формат GIF)
- Редактирование изображений: поворот, отражение и кадрирование
- Удаление изображений